# Shakin’
Shakin’ – minialbum brytyjskiej grupy heavymetalowej Wolfsbane wydany w 1989 roku nakładem Def American. Jej producentem był Rick Rubin.

## Lista utworów
1. „Shakin’” - 3:41
2. „Brando”
3. „Angel”
4. „Money to Burn” - 3:49

## Muzycy
- Blaze Bayley – wokale prowadzące
- Jason Edwards – gitara
- Jeff Hately – gitara basowa
- Steve Ellet – perkusja